# Jeevanjee Gardens
Jeevanjee Gardens är en öppen park i distriktet Nairobi i Kenya. Parken instiftades av Alibhai Mulla Jeevanjee, en Pakistan-född entreprenör i Kenya.

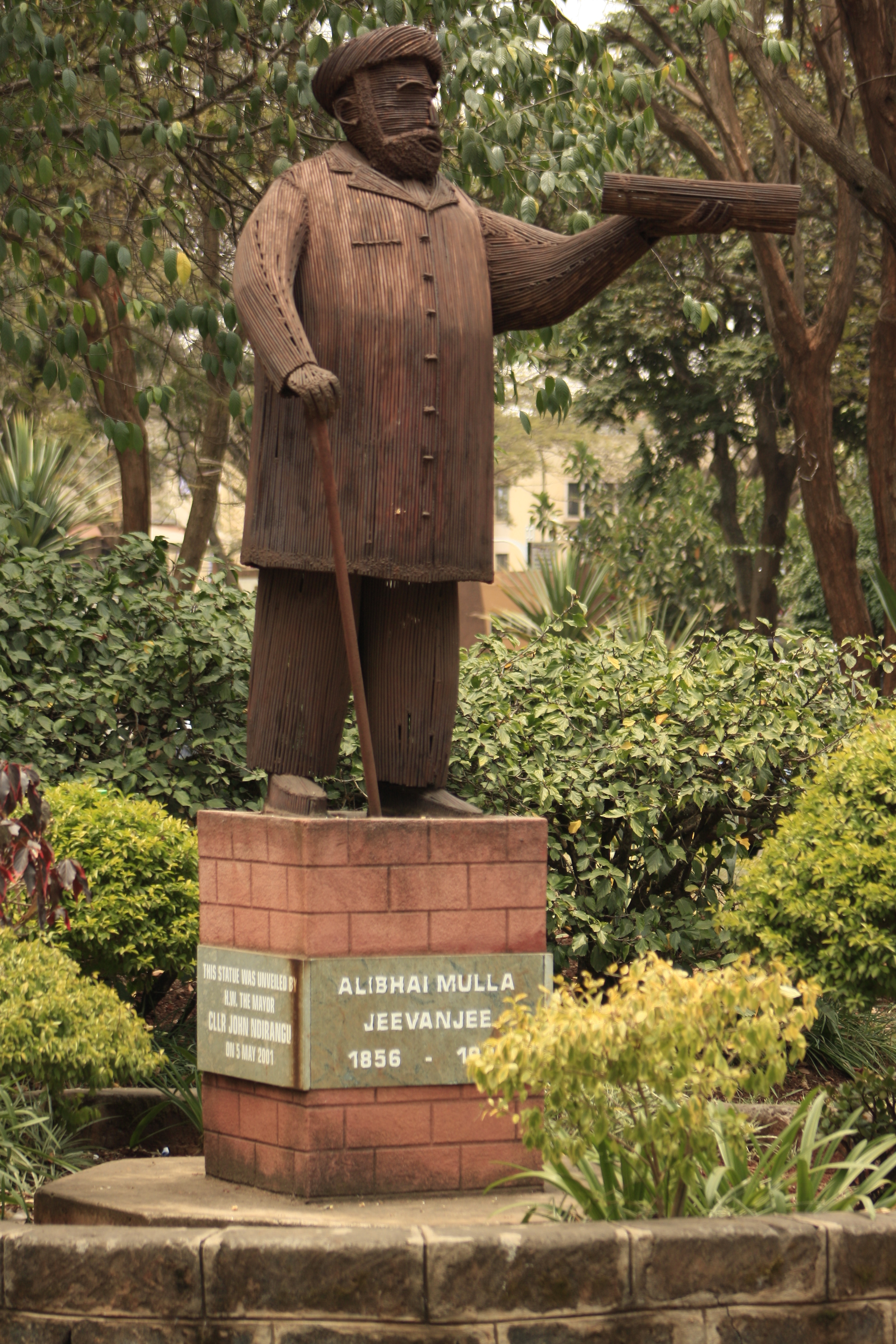
Monument över grundaren i parken.

Det är en av få gröna ytor i Nairobi. Parken ägs av en stiftelse som skänktes till invånarna 1906.